# Д’Альи, Пьер
Пьер д’Альи, д’Айи  (Peter d’Ailly, Pierre d’Ailly; 1350, Компьень — 1420, Авиньон, Франция) — французский епископ Ле-Пюи; видный философ, теолог, представитель поздней схоластики.

## Биография и учение
Последователь английского схоласта, францисканца Уильяма Оккама. С 1397 года епископ в Камбре; с 1411 года кардинал.
В споре об универсалиях (X—XIV века), выясняющем онтологический статус общих понятий (то есть вопрос об их реальном, объективном существовании), стоял на позициях номиналистов.
Защищая церковное учение, отдавал предпочтение Библии перед Преданием, и Вселенскому Собору перед Папой Римским.
В философии хотел идти средним путём между скептицизмом и догматизмом.
В теории познания стоял на позициях крайнего спиритуализма, благодаря чему предвосхитил учение Декарта, Лейбница и Джорджа Бе́ркли.
В старости склонялся к мистицизму.
Оказал влияние на Мартина Лютера в выработке последним лютеранского учения о евхаристии. В труде «О вавилонском пленении церкви» Лютер замечает: «Ранее, когда я изучал схоластическое богословие, кардинал Камбрея дал мне повод для размышлений, самым решительным образом доказывая в четвёртой книге сентенций, что гораздо более правильно считать, без потребности обременять свою позицию излишним количеством недостоверных чудес, что на алтаре присутствуют настоящий хлеб и настоящее вино, а не только их качества, в то время как церковь решила обратное».

## Сочинения
- Собрание сочинений: «Gesammelte Werke», Bd. 1-2, 1706.
- Imago Mundi (лат. Картина Мира[6], 1410) — сочинение, возможно повлиявшее на заниженную оценку Колумбом размеров Земли[7].

## Образ в кино
- Война за веру: Магистр / Jan Hus (1954; Чехословакия) режиссёр Отакар Вавра, в роли Петра Бедржих Карен.